# Christian Kruik van Adrichem
Christian Kruik van Adrichem (latinizirano Christianus Crucius Adrichomius), nizozemski rimskokatoliški duhovnik, teolog in teološki pisec, * 13. februar 1533, Delft, Nizozemska, † 20. junij 1585, Köln, Nemčija. V virih ga navajajo tudi pod imenom Christiaan van Adrichom.
Van Adrichem je bil posvečen v duhovnika leta 1566. Bil je predstojnik samostana svete Barbare v Delftu dokler ga niso zaradi protestantske reformacije izgnali.
Njegovi deli sta Vita Jesu Christi (Antwerpen, 1578) in Theatrum Terrae Sanctae et Biblicarum Historiarum (Köln, 1590). V tem zadnjem delu so opisi Palestine in starodavnih umetnin iz Jeruzalema, ter kronologija od Adama do smrti Janeza Apostola. Na podlagi dela ''Theatrum Terrae Sanctae so evropski gradbeniki gradili kalvarije.